# Sanatorio de muñecos
Sanatorio de muñecos es el nombre del segundo disco del grupo Hamlet lanzado en 1994. Este disco representa el primero de los Hamlet tal y como son conocidos hoy en día, ya que el hard rock de sus dos anteriores trabajos desaparece completamente para dar paso a un sonido completamente distinto y más acorde con los tiempos, que mezcla metal alternativo con bajos funk, rapeos y voces guturales. Este disco supuso el salto de la escena madrileña a la estatal. 
Se reeditó en 2014 a través de una campaña de micromecenazgo. El disco se editó remasterizado por Alex Cappa en The Metal Factory Studios y además incluía el EP Irracional también remasterizado y un DVD con el concierto en el HellFest 2012.

## Canciones
1. Irracional - 2:25
2. Perdón por vivir - 4:44
3. Reza - 2:55
4. Ceremonia T.V. - 4:16
5. Qué voy a hacer - 4:01
6. Sacrificar (sacrifícame) - 3:50
7. Al Lado - 3:30
8. Coeficiente deprimente - 5:31
9. Quien - 4:51
10. Repulsa total - 3:13
11. Basta - 4:27
12. Eso sí lo haces bien - 3:50
13. Discriminación - 1:53

## Miembros
- J. Molly - Voz
- Luis Tárraga - Guitarra solista
- Pedro Sánchez - Guitarra rítmica
- Augusto Hernández - Bajo, coros
- Paco Sánchez - Batería